# Saboty (obuwie)
Sabotⓘ (fr. sabot, l.mn. sabots) – tradycyjny francuski pełny drewniak, wykonany z jednego kawałka drewna, dostępny w dwóch wersjach, prostej i wytwornej, dawniej powszechnie noszony przez przedstawicieli wszystkich warstw społecznych, lecz przede wszystkim będący obuwiem noszonym przez chłopów na wsi i robotników w fabrykach.

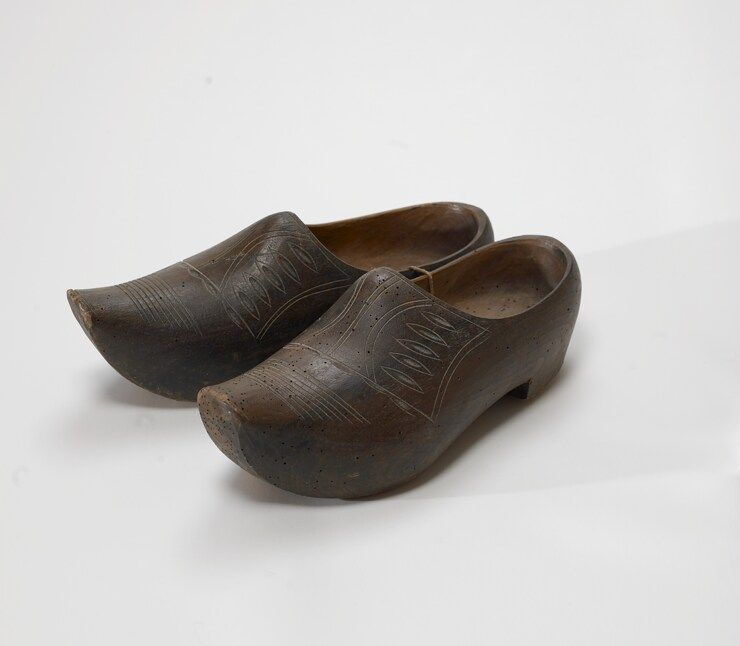
Saboty, początek XX w.

W XIX wieku we Francji i Belgii protestujący robotnicy używali sabotów do unieruchamiania lub uszkadzania maszyn, wtykając je w tryby, czym tłumaczy się pochodzenie słowa sabotaż. W ten sposób robotnicy protestowali przeciwko postępowi technicznemu i maszynom, które obarczali winą za swoje nieszczęścia.

## Charakterystyka
Pochodzenie sabotów jest niejasne. 

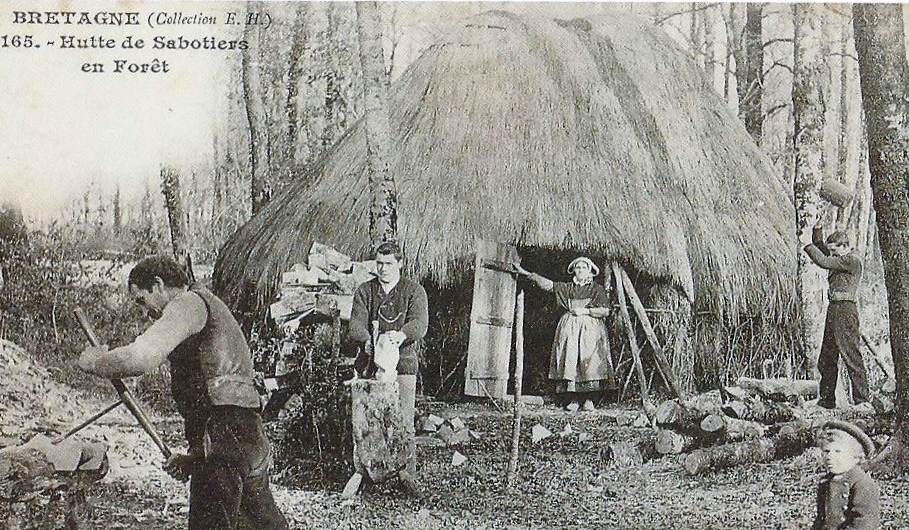
Produkcja sabotów w lesie

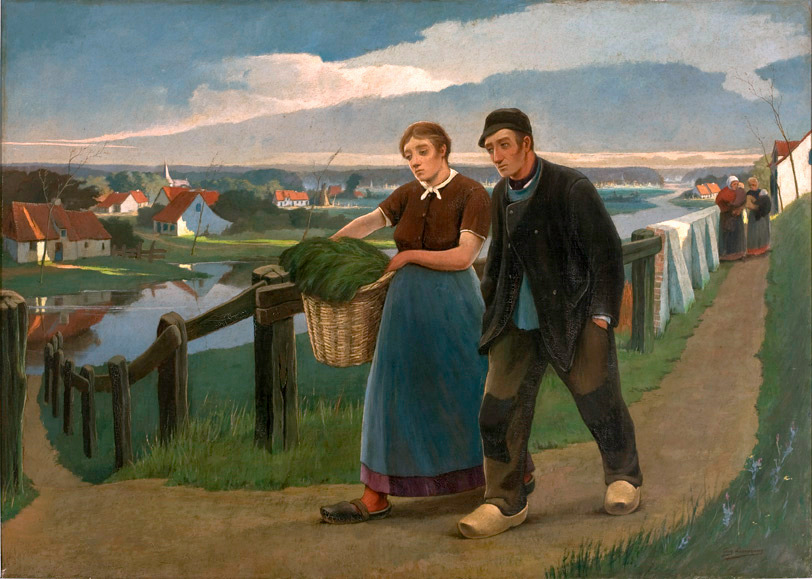
Para w sabotach, Eugène Laermans, Museu de Arte de São Paulo

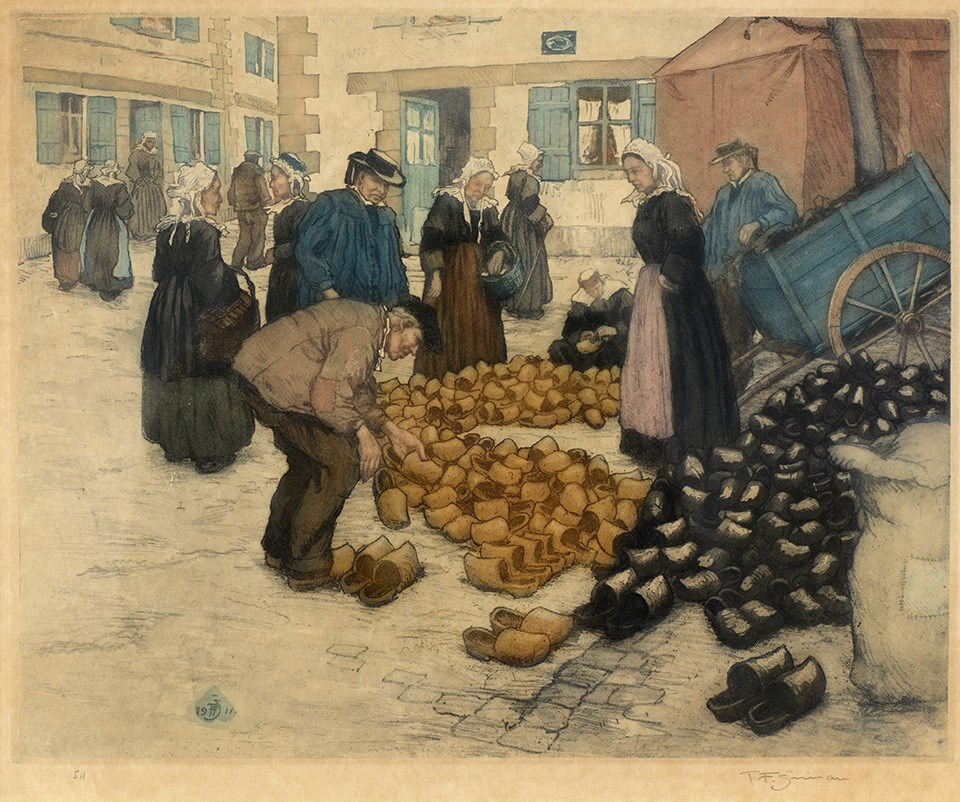
Targ sabotów, T.F. Šimon, Musée départemental breton Quimper

Przez wieki chłopi sami robili dla siebie saboty, podobnie jak szyli własną odzież, jednak bez posiadania specjalnych do tego celu narzędzi była to praca żmudna i długotrwała, dlatego ten, kto mógł sobie na to pozwolić, wolał je kupić. Wyrobem sabotów trudniły się grupy mężczyzn, które przemieszczały się z jednego lasu do drugiego. W lesie budowali chaty i (często w nielegalny sposób) pozyskiwali drewno, z którego robili saboty. Sprzedażą sabotów zajmowały się zaś kobiety, które w tym celu wędrowały od jednego gospodarstwa wiejskiego do drugiego. 
Zorganizowana legalna produkcja sabotów była i jest związana z profesją drwala, gdyż drewno jest podstawowym surowcem do ich wyrobu. Produkcja sabotów była kiedyś ważną dziedziną gospodarki.
Saboty były robione z jednego kawałka drewna, wydrążonego i wymodelowanego w taki sposób, aby pasowały na stopy. Posiadały wiele zalet: ochraniały stopy przed zimnem, błotem, wilgocią, kamienistymi drogami i nierównościami czy chłodnymi posadzkami w budynkach, były tanie i wytrzymałe. Przez Francuzów były uważane za artykuł konieczny i komfortowy. Wygląd noszonych sabotów zależał od regionu zamieszkania i zamożności właściciela oraz wykonywanego zawodu. 
Zwykle do ich zrobienia używano drewna bukowego, ściętego rok wcześniej i przez ten czas lekko wysuszonego. Saboty były początkowo robione wyłącznie ręcznie przez rzemieślnika, który po francusku nazywał się sabotier. Manufaktury, w których produkowano saboty mogły być duże, jak i małe. Duże warsztaty były zlokalizowane głównie w Paryżu i produkowano w nich wyłącznie wytworne saboty. Małe warsztaty były przydomowymi firmami rodzinnymi lub zatrudniały dwóch czy trzech czeladników. Większość z tych warsztatów trudniła się również sprzedażą poprodukcyjnych odpadów drzewnych jako drewna na opał. Przeważająca większość produkowanych sabotów była przeznaczona na potrzeby rynku francuskiego, a jedynie drobna część była eksportowana do Belgii, Anglii i Algierii. Eksport jeszcze uległ zmniejszeniu po 1844 roku.
Saboty nosili mężczyźni, kobiety i dzieci, okazjonalnie lub przez cały rok. Przed założeniem sabotów na stopy zakładano „stopki” lub skarpety. Najbiedniejsi nosili saboty na gołe nogi. W odpowiednim miejscu i czasie saboty zakładali ludzie z wyższych klas społecznych, arystokraci, duchowni, urzędnicy. W niepogodę nawet szanowani obywatele szli w sabotach lub patynkach do kościoła. Ogólnie jednak saboty nie były butami przeznaczonymi do noszenia podczas wielkich uroczystości państwowych. W sabotach wykonywano folklorystyczny taniec La Sabotière. Saboty były jednak butami noszonymi głównie na wsi, szczególnie przydatnymi na gliniastych glebach. W niektórych przypadkach ulegały zmodyfikowaniu do luksusowego obuwia. 

### Rodzaje

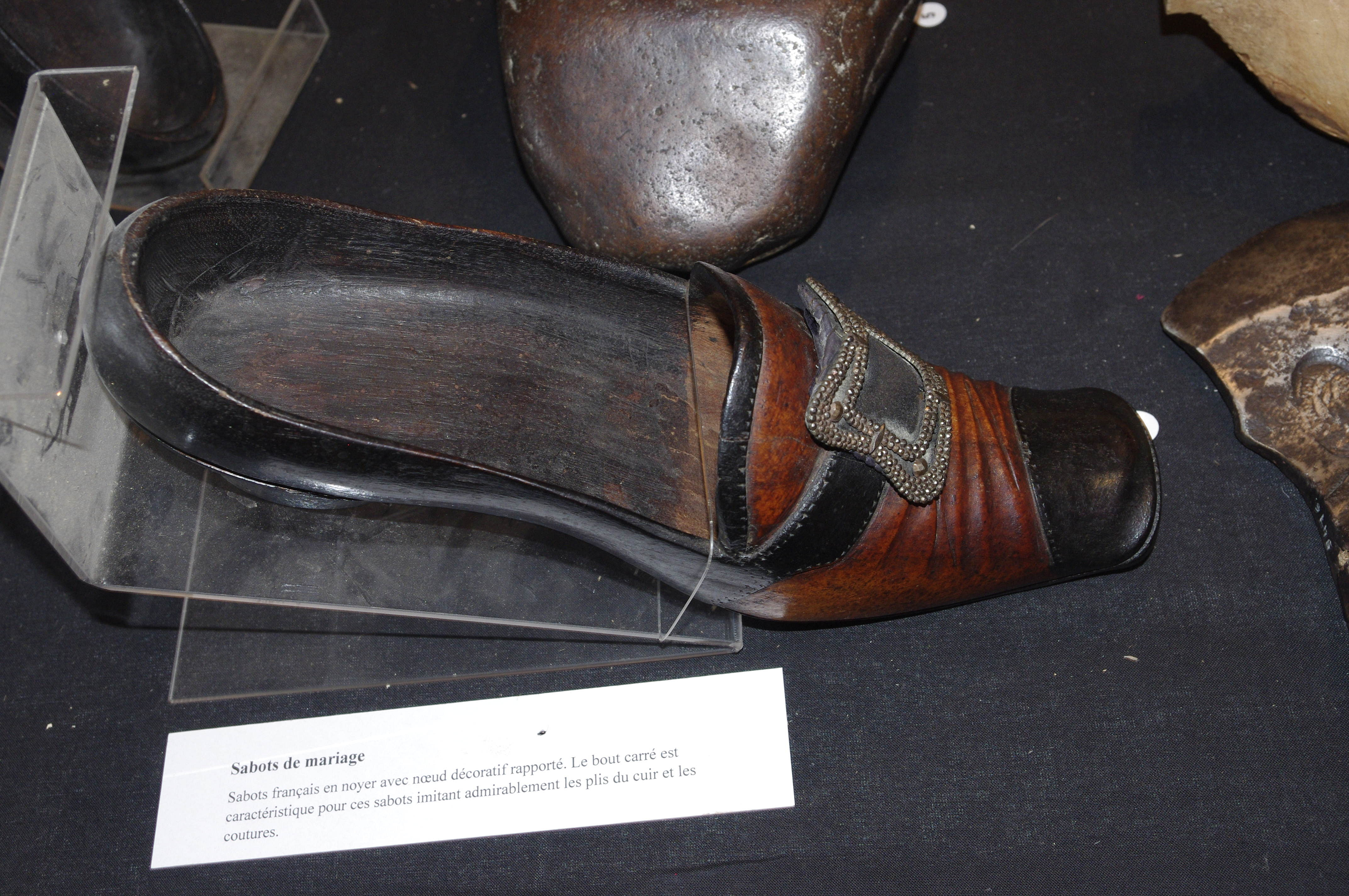
Elegancki sabot ślubny

W XIX wieku istniały dwa rodzaje francuskich sabotów:
- gros sabots: wielkie, toporne, aby były lekkie często robione z drewna wierzbowego lub topolowego, noszone przez biedotę, zarówno dorosłych jak i dzieci, lub do wykonywania brudnych prac;
- fins sabots: przeznaczone dla dobrze sytuowanych obywateli, dam i dzieci, wykonywane z lepszych materiałów (drewna bukowego, brzozowego, orzecha włoskiego, jesionu, czasami osiki) i ładnie wykończone, wypolerowane, ozdobione skórą lub innymi materiałami (np. syberyjskim futerkiem, welwetem z Genui), bogato rzeźbione, w tym w imitacje podeszew i zmarszczeń charakterystycznych dla skórzanych butów, mogły być też poczerniane.

Ponieważ saboty noszącym je najczęściej sprawiały problemy na podbiciu stopy, najprostszym sposobem, aby temu zaradzić, stosowanym przez chłopów, było wsadzenie wiązki siana lub słomy pomiędzy drewniany wierzch a górną część stopy, przy czym nadmiar siana wystawał „dekorując” but. Saboty dla kobiet były natomiast bardziej wycinane na podbiciu, zaś aby zapobiec ich zsuwaniu się ze stóp przy chodzeniu, ponad podbiciem był mocowany gwoździami do podeszwy skórzany pasek (fr. bride). Takie skórzane paski w sabotach damskich były często zdobione. Tego typu saboty damskie nazywały się sabots-souliers, a odpowiednio stylizowane w podobny sposób, ale dla panów nazywały się sabots-bottes. Wykonane w ten sposób saboty, misternie wyrzeźbione i pomalowane, do złudzenia przypominały prawdziwe buty ze skóry. Saboty-buty z cholewkami ze skóry (lub płótna) były noszone głównie przez chłopów i rybaków, ale i w innych zawodach, np. przez strażaków.

### Produkcja
Do 1870 roku saboty były we Francji robione wyłącznie ręcznie, w tym roku 25 tysięcy rzemieślników wykonało 37,5 miliona sabotów. Dziesięć lat później do produkcji wykorzystywano 3 maszyny, a dwadzieścia lat później 10 maszyn. W początkach XX wieku liczba maszyn używanych do produkcji uległa drastycznemu zwiększeniu z 500 w 1920 roku do 2250 w 1934 roku, przy czym zmalała liczba zatrudnionych odpowiednio z 18 tysięcy w 1920 roku do 12 tysięcy w 1934 roku. Całkowita liczba wyprodukowanych sabotów (ręcznie i maszynowo) wyniosła 33 miliony w 1920 roku, a 35 milionów w 1934 roku.

### Współczesność
Współcześnie zawód sabotier prawie zanikł, chociaż w XIX i XX wieku był powszechnie praktykowany. W muzeach można zobaczyć kolekcje dawnych sabotów i przyrządy służące do ich wytwarzania, a także zapoznać się z tym procesem. Dawne saboty są obecnie przedmiotem kolekcjonerskim.

## Sabot a sabotaż
Wyraz sabotaż zawiera w sobie określenie sabot. Pochodzenie wyrazu sabotaż tłumaczy się tym, że w 1886 roku podczas strajku robotniczego w belgijskim mieście Liège robotnicy zatrzymywali maszyny przez wkładanie swoich sabotów między koła zębate, albowiem obawiali się, że za sprawą mechanizacji produkcji staną się zbędni i stracą zatrudnienie. W owym czasie robotnicy nosili na nogach duże i ciężkie saboty, które bez problemu potrafiły unieruchomić maszyny. Saboty były już wcześniej, przed 1886 rokiem, używane w celu zatrzymania maszyny w fabryce, gdy doszło do nieszczęśliwego wypadku przy pracy.
Inne wytłumaczenie powstania wyrażenia sabotaż wiąże się z nielegalną wycinką drzew dokonywaną przez sabotiers w lasach, będących najczęściej własnością pana lub klasztoru, aby pozyskać materiał do wyrobu sabotów. Właściciel lasu najczęściej dowiadywał się o kradzieży dopiero po fakcie, widząc wycięte drzewa i pozostałości po obróbce drewna.